# أندرو دوران
أندرو دوران (بالإنجليزية: Andrew Duran)‏ (26 سبتمبر 1989 بموكينا في الولايات المتحدة - ) هو لاعب كرة قدم أمريكي في مركز الدفاع. شارك مع منتخب الولايات المتحدة تحت 17 سنة لكرة القدم. أما مع النوادي، فقد لعب مع سياتل ساوندرز وChicago Fire U-23 ‏ وأتلانتا سيلفرباكس ودي موين  مانس ‏.

## وصلات خارجية
- أندرو دوران على موقع الدوري الأمريكي (الإنجليزية)
- أندرو دوران على موقع قاعدة بيانات كرة القدم.إي يو (الإنجليزية)